# Heinrich von Klingen
Heinrich von Klingen († 16. Dezember 1204) war von 1200 bis 1204 Abt des Klosters St. Gallen.

## Wirken
Heinrich von Klingen wurde am 17. Januar 1200 als Propst zum Abt von St. Gallen gewählt. Erstmals in der Geschichte der Abtei waren auch die Ministralen und das ganze Volk an der Wahl beteiligt. Abt Heinrich gelang es, die von seinem Vorgängerabt Ulrich von Veringen angehäuften Schulden zu tilgen und die damals verpfändeten oder veräusserten Klostergüter wieder zurückzukaufen. Heinrich von Klingen war ein Parteigänger König Philipps von Schwaben. Von diesem erhielt er 1200 in Ulm die Bestätigung seiner Abtwürde. 1201 nahm er am Hoftag in Bamberg, 1202 an den Hoftagen in Esslingen und Ulm und 1203 an jenem in Ravensburg teil.